# Diego d'Osma
Diego d'Osma fut évêque de la ville d'Osma en Castille (Espagne) de 1201 à 1207.

## Biographie
Né Diego de Acebes, il semble issu d'une famille distinguée de Soria. D'abord prieur du chapitre régulier de la cathédrale d'Osma, il devient évêque de la ville en 1201. Il réforme le canonicat selon la règle de saint Augustin.
Dans ses voyages, il est accompagné par Dominique de Guzmán, futur saint Dominique. Il fonde avec lui le monastère de Prouilhe. Il est présent au colloque de Pamiers, dernier grand débat contradictoire confrontant cathares et catholiques, en 1207.
De retour dans son diocèse à la demande du pape, il y meurt le 30 décembre 1207.
Selon la narration de Jourdain de Saxe, qui succéda à saint Dominique comme maître de l’ordre des Prêcheurs (dominicains) et qui rédigea en 1234 une histoire des débuts de cet ordre, Diego de Acebo joua un rôle majeur dans la vie du saint.